# 云浦站
雲浦站（韓語：운포역）是朝鮮民主主義人民共和國咸鏡南道洪原郡雲浦勞動者區的一個鐵路車站，属于平罗线。

## 邻近车站
平罗线
景浦站 - 雲浦站 - 丰渔站